# كرار جعفر
كرار جعفر (مواليد 29 يوليو 2006) هو لاعب كرة قدم عراقي محترف يلعب كمهاجم جناح أيسر لنادي الميناء في دوري نجوم العراق.

## مسيرته الكروية
بدأ كرار مسيرته في كرة القدم في أكاديمية نادي الميناء، وفاز مع نادي الميناء تحت 19 عامًا بلقب الدوري العراقي الممتاز للشباب في عام 2022.
في سبتمبر 2022، تمت ترقيته للعب مع الفريق الأول للنادي، وفازوا بالدوري العراقي الممتاز وصعدوا إلى دوري نجوم العراق. سجل كرار خمسة أهداف ضد عدد من الأندية وهي: الجولان، والحسين، وعفك، والسماوة والشرقاط.
في أغسطس 2023، تم تجديد عقده مع نادي الميناء وشارك بانتظام في التشكيلة الأساسية في دوري نجوم العراق، وكان هداف نادي الميناء في ذلك الموسم، حيث سجل 8 أهداف، أحرزها ضد النجف، الحدود، الزوراء، كربلاء، زاخو، أربيل، نفط ميسان، ودهوك. هدف كرار الصاروخي ضد حارس مرمى النجف سرهنك محسن، اعتُبر ظاهرة غريبة في الدوري، حيث كان الهدف من أصغر لاعب في الدوري (16 عامًا) ضد أقدم حارس مرمى في الدوري (37 عامًا). في أغسطس 2024، تم تجديد عقد كرار مع نادي الميناء لموسم إضافي.

## مسيرته الدولية
اُختير كرار لأول مرة لتمثيل العراق في عام 2022، عندما اختاره المدرب أحمد كاظم، مدرب منتخب العراق تحت 17 سنة، ليكون جزءًا من تشكيلة مكونة من 23 لاعبًا للمشاركة في كأس العرب تحت 17 سنة 2022. وفي أول مباراة له، سجل كرار أفضل هدف في البطولة ضد منتخب المغرب. كما كان جزءًا من تشكيلة المنتخب للمشاركة في تصفيات كأس آسيا تحت 17 سنة 2023.
بعد ذلك تم اختيار كرار من قبل المدرب عماد محمد ليكون جزءًا من تشكيلة منتخب العراق تحت 20 سنة، المكونة من 26 لاعبًا، للمشاركة في بطولة غرب آسيا تحت 19 سنة 2024.

## الأوسمة
نادي الميناء
- الدوري العراقي الممتاز : 2022–23

## الروابط الخارجية
- كرار جعفر على موقع Footballcritic